# 尼泊爾教育
尼泊尔教育主要以家庭教育以及寺院教育为基础。家庭教育给广大的尼泊尔儿童提供了最基本的常识与启蒙知识，而寺院教育则是尼泊尔教育的一大特色，对尼泊尔儿童的道德观念以及内心性格的形成起到了重要的作用。尼泊尔的第一所学校成立于1853年，但主要面向上层社会与僧侣寺众，与广大的社会阶级几乎没有关系。1951年，在民主的推动下，尼泊尔的教育事业迈向了新的台阶，逐渐成为为人民大众服务的社会教育而非只面向王公贵族。
尼泊尔的教育事业从1970年代开始有了长足而持续的发展。在尼泊尔政府刚刚开始推行教育改革的1951年，整个尼泊尔只有10所学校和大约三百名学生，全国的成年人识字率还不到5%。到2010年，全尼泊尔的成年人识字率已经达到了60.3%， 实现了跨越式的增长。同时，全国已经建立起了数百所公私立学校，招收了大约48000名学生。但是，种姓制度的残留、地域歧视、贫穷和性别歧视仍然是制约尼泊尔教育事业发展的巨大障碍。

## 教育管理

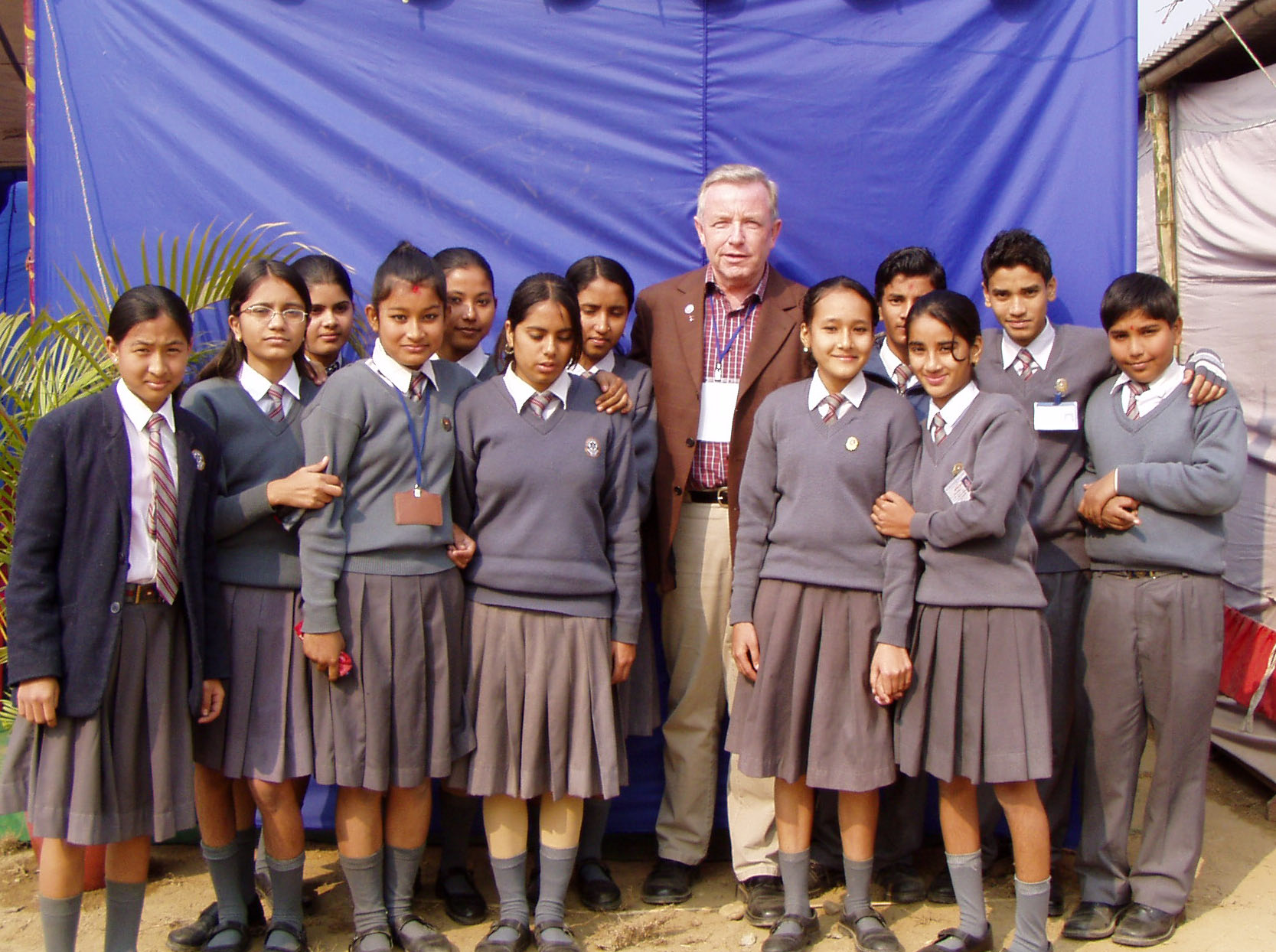
加德满都的中学生

尼泊尔教育部是负责在全国管理教育活动最高机构。教育部长作为国家领袖的助理人，对教育部施行领导权力。该部作为尼泊尔政府公共服务机构的一部分，承担起尼泊尔中央政府对教育系统的政治命令的执行责任。其下辖由中央教育局，各职能科室以及设在全国各地的办公室组成的行政机构。其中，中央教育局办公室负责对各地区的教育制定政策，进行规划，开展监测和给予评价。 通过长时间的努力，尼泊尔教育部目前已经成立了五个区域局，五个发展区域管理局，75个地区教育局以及75个县教育办公室。这些分散的办事处负责监督在其监管领域内所有学校的一切的教育活动。其中，地区教育局主要负责协调，监督以及评价区域内教育活动的进行与成绩。 
国家中心教育发展机构（NCED）是尼泊尔最高的教师培训机构。NCED下辖34教育培训中心，培养执教于各个教学领域的尼泊尔教师。所有尼泊尔教师都必须先通过NCED的培训和考核方能上岗。 
从法律的角度上看，在尼泊尔只有两种类型的学校：社区学校和专科培训学校。社区学校接受正规的政府补助，而专科培训学校由学校自己筹款，收取学费或接受其他非政府来源的资助。专科培训学校从这种角度上看更像是一个非营利性信托公司或慈善机构。然而，在现实中，学校主要有两种类型：公共（社区）学校和私人学校（研究机构）。 但除此之外，尼泊尔还有第三种类型的学校。第三种类型的学校是由当地人民在当地热心运行的公益学校，类似于中国乡村的“义学”。这些学校不仅无法接受正规的政府补助，其中大部分甚至没有任何可持续的资金来源而是仅凭当地人的一腔热血维持着。 

## 教育结构

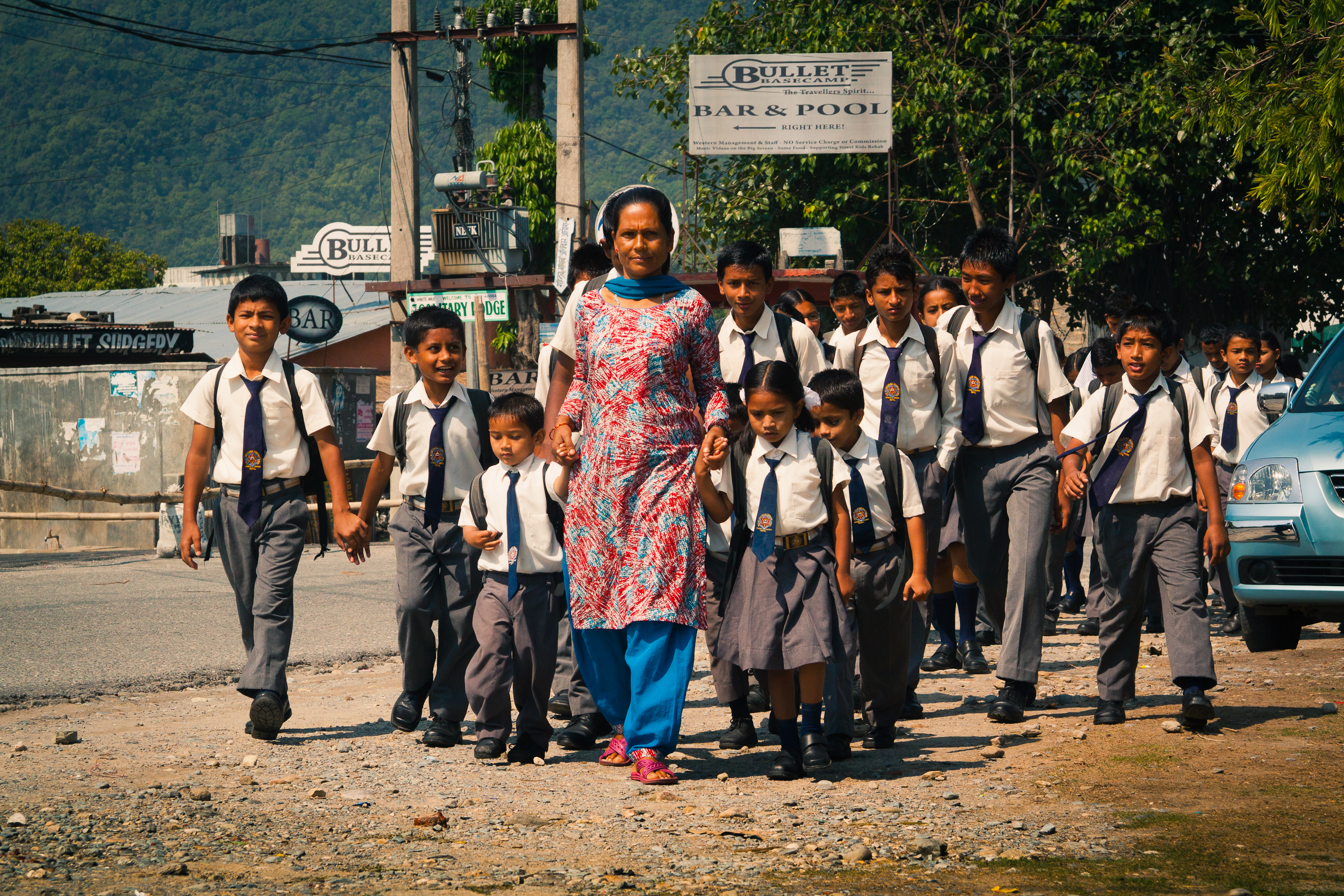
波什卡的尼泊尔学生与老师

尼泊尔的教育结构主要可以分为初等学校教育和高等教育。初等学校教育包括5年的小学，3年的初级中学和2年的高级中学，总计为期10年。学前教育在某些发达地区，例如加德满都，是很常见的，但在绝大部分地区学前教育主要由家庭教育负担和完成。尼泊尔法定的一年级入学年龄是6周岁。国家一级中学毕业证书考试将在10年级结束时进行。十一年级和十二年级在尼泊尔被普遍视为高等教育，由尼泊尔高等教育委员会负责监督监督开办此两级高级的学校。此等学校大部分是由私人开设和管理，收取大部分尼泊尔家庭无法负担得起的高额学费。在二十一世纪以前，这两个年级还属于大学系统，毕业生可获得相当于大学毕业证的资格证书。但由于近年来大学教育的高速发展和逐渐完善，这类资格证书的颁发已经基本销声匿迹了。尽管一些高校仍然提供这些资格证书，但是证书的社会承认度也大不如前。 
尼泊尔的高等教育提供包括本科，硕士和博士的学位。尼泊尔学生获得本科学位的时间主要取决于学生的自觉性与学业水平，而并非按届毕业，最短可以是三至五年时间，长则无上限。硕士研究生的获得学位的时间一般为两年，但大部分大学都只提供本科课程。 
在新的职业教育政策实施后，尼泊尔学生将可以选择就读一门为期两年的课程，若顺利读完而且通过了职业技术考核，便可拿到“技工学校毕业证书”。部分大学也提供不同专业的职业技术学位。为了帮助那些迫切渴望早日进入正式技术岗位的人，为期一年，主要注重技能的培快速养的短期课程也会提供。新的职业教育政策给了尼泊尔广大的劳工阶层很大的方便。

## 尼泊尔的高等教育
尼泊尔的高等教育主要由三种院校组成：大学，医科院校和工程院校。

### 大学
尼泊尔高等教育的先驱者是建立与1918年代三钱德勒大学（Tri-Chandra University），在此之前，尼泊尔没有任何的高等教育系统。但是，由于长期的封建制度的残留与闭锁的地理环境，尼泊尔的高等教育在很长时间内不仅没有得到显著的发展，反而有明显的衰退之势。到了1980年代，特里布万大学（Tribhuvan University）成了尼泊尔残存的唯一一所大学。面对国际上的批评与国内的反对，尼泊尔皇室与1980年代末期宣布将投入大量资金对现有的尼泊尔高等教育体系进行整顿和提高。尼泊尔皇室同时提出，尼泊尔境内的每一所大学，都应该有其自己的特点和专长。在皇室的大力推动下，玛杭德拉梵文大学（Mahendra Sanskrit University）和加德满都大学分别于1995年和1996年正式招生。今天，尼泊尔早已走出了高等教育短缺的困境，但大部分的尼泊尔大学仍然是由私人运营。

### 医科院校
尼泊尔的有为数众多的医科院校，但由于过于分散，尼泊尔医学院校的规模通常都不是很大。尼泊尔医科院校的录取比其他国家要普遍宽松很多，当地人若想进入医科学校学习，只需通过学校的入学考试便可。对于外来人口以及留学者，医学院的录取标准甚至只有面试成绩一项。医学院校和大学一样，没有固定的学制，毕业时间全由学生的自觉性和学业水平决定。此外，值得一提的是，尼泊尔的医学院校并不属于尼泊尔教育部的管辖范围而是有尼泊尔医学卫生委员会领导。

### 工程院校
尼泊尔也有很多的工程院校，但与医科院校不同的是，尼泊尔的工程院校绝大部分位于城市地区，而且规模一般也不小。但与医科学校类似，报考尼泊尔的工程院校的本地人只需要通过入学测试便可，留学生更是只看面试表现。不过，普遍认为工程学校的录取难度是要高于一般的医学院校。尼泊尔工程学院（NEC）成立于1981年，是尼泊尔第一所专门的工程院校。建筑学，土木工程，计算机工程，通信工程，电气工程，能源工程和农村工程是一些在尼泊尔流行的工程课程。绝大多数的工程院校不提供研究生学位，但部分大规模的工程学院，例如尼泊尔工程学院，会提供研究生课程。

## 人才外流
人才外流是尼泊尔一个主要的教育问题和社会问题。据2007/2008学年的统计，尼泊尔提供了世界上排名第十七的留学生总数，其留学生甚至多於人口为其数百倍的中国和印度。

## 更多材料
尼泊尔教育部官方网站
- Ministry of Education, Nepal （页面存档备份，存于）

各国际组织调查报告
- World data on Education: Nepal, UNESCO-IBE(2010-2011) （页面存档备份，存于） - 尼泊尔教育系统调查报告
- Vocational education in Nepal, UNESCO-UNEVOC （页面存档备份，存于） - 对尼泊尔学校教育的研究
- "Bringing the Poorest into Schools", World Bank (2009) （页面存档备份，存于）

出版读物
- SLC "Exam Results in Nepal – A little bit of analysis on Statistics, Trends & Realities"(Blog, 2013) （页面存档备份，存于） - Documented insight on the Nepalese examination system